# Irma Schjött
Irma Schjött, född 18 november 1998 i Eskilstuna Fors församling, är en svensk föredetta handbollsmålvakt.

## Klubbkarriär
Schjött började spela handboll i Gökstens BK där hon spelade till 2017.  Hon tränade med Eskilstuna Guif i ett år innan hon anslöt till Västerås Irsta sommaren 2016. Efter tre bra säsonger i VästeråsIrstsa med hög räddningsprocent började Schjött spela för H 65 Höör 2019. I VästeråsIrsta, var Schjött förstamålvakt med mest speltid men i Höör hade Gry Bergdahl den rollen. I februari 2022 flyttade hon till tyska Bundesliga-klubben Thüringer HC. Från säsongen 2023–2024 har hon kontrakt med den danska klubben Ikast Håndbold.

## Landslagskarriär
Schjött har spelat 23 landskamper för de svenska ungdomslandslagen och gjort ett mål. Hon deltog i U19-EM 2017 och U20-VM 2018. Schjött gjorde sin landslagsdebut för Sveriges seniorlandslag 2018 mot Ukraina. Hon har till 8 december spelat nio landskamper och gjort två mål. Hon blev efter en bra säsong i Ikast uttagen i den svenska VM-truppen 2023 där hon mästerskapsdebuterade.
Irma Schött meddelade den 3 januari 2025 att hon avslutar karriären på grund av upprepade hjärnskakningar.